# Каолинит
Каолинит је минерал глине са општом молекулском формулом: . Спада у групу алуминосиликата. У себи садржи 39,5% , 46,5%  и 14% . Познат је и под називом кинеска глина. Велике количине каолинита поседују: Бразил, Кина, Француска, Немачка, Енглеска, Индија, Аустралија и Јапан. Користи се у керамици, козметици, за производњу папира и као адитив за храну. Састојак је многих врста глина.
То је важан индустријски минерал. То је слојевити силикатни минерал, са једним тетраедарским слојем силицијум диоксида (SiO
4) повезан преко атома кисеоника за једном октаедарском равни глинице (AlO
6). Стене које су богате каолинитом познате су као каолин или порцуланска глина.
Назив каолин потиче од Гаолинга, кинеског села у близини Ђингдеџена у југоисточној кинеској провинцији Ђангси. Назив је у енглески ушао 1727. године из француске верзије речи: kaolin, након извештаја Франсое Гзавјеа Дентрекола о изради ђингдеџенског порцелана.

## Хемија

### Нотација
Хемијска формула за каолинит која се користи у минералогији је Al
2Si
2O
5(OH)
4, међутим, у керамичким апликацијама формула се обично пише у виду оксида, тако да је формула за каолинит Al
2O
3·2SiO
2·2H2O.

### Структура
У поређењу са другим минералима глине, каолинит је хемијски и структурно једноставан. Описан је као минерал глине 1:1 или TO јер се његови кристали састоје од наслаганих TO равни. Свака TO раван се састоји од тетраедарске (T) плоче састављене од јона силицијума и кисеоника везаних за октаедарску (O) раван састављену од кисеоника, алуминијума и хидроксилних јона. T раван је тако названа јер је сваки јон силицијума окружен са четири јона кисеоника који формирају тетраедар. O раван је тако названа јер је сваки алуминијумски јон окружен са шест кисеоникових или хидроксилних јона распоређених на угловима октаедра. Две равни у сваком слоју су снажно повезане заједно преко заједничких јона кисеоника, док су слојеви повезани водоничном везом између кисеоника на спољној страни T равни једног слоја и хидроксила на спољној страни O равни следећег слоја.
- Поглед на структуру тетраедарске равни каолинита
- Поглед на структуру октаедарске равни каолинита
- Кристална структура каолинита гледано дуж слојева

Слој каолинита нема нето електрични набој и стога нема великих катјона (као што су калцијум, натријум или калијум) између слојева као код већине других минерала глине. Ово објашњава релативно низак капацитет измене јона каолинита. Блиска водонична веза између слојева такође спречава молекуле воде да се инфилтрирају између слојева, објашњавајући својство каолинита који не бубри.
Када се навлаже, ситни плочасти кристали каолинита добијају слој молекула воде који узрокује да се кристали приањају један за другог и дају каолинској глини кохезивност. Везе су довољно слабе да омогуће да плоче клизе једна поред друге када се глина обликује, али довољно јаке да држе плоче на месту и омогућавају обликованој глини да задржи свој облик. Када се глина осуши, већина молекула воде се уклања, а плоче се везују водоничним везама директно једна за другу, тако да је осушена глина крута, али још увек крхка. Ако се глина поново навлажи, поново ће постати пластична.

### Структурне трансформације
Каолинитне групе глине пролазе кроз низ фазних трансформација након термичке обраде на ваздуху под атмосферским притиском.

#### Млевење
Високоенергетско млевење каолинита доводи до формирања механохемијски аморфизоване фазе сличне метакаолину, иако су својства ове чврсте супстанце прилично различита. Високоенергетски процес млевења је веома неефикасан и троши велику количину енергије.

#### Сушење
Испод 100 °C (212 °F), излагање сувом ваздуху ће полако уклонити течну воду из каолина. Крајње стање за ову трансформацију се назива „кожно сув” материјал. Између 100 °C и око 550 °C (1.022 °F), свака преостала течна вода се избацује из каолинита. Крајње стање за ову трансформацију се назива „коштано сув” материјал. У овом температурном опсегу, избацивање воде је реверзибилно: ако је каолин изложен течној води, он ће је поново апсорбовати и распасти се у свој фини облик честица. Накнадне трансформације нису реверзибилне и представљају трајне хемијске промене.

#### Метакаолин
Ендотермна дехидрација каолинита почиње на 550–600 °C стварајући неуређени метакаолин, али континуирани хидроксилни губитак се примећује до 900 °C (1.650 °F). Иако је историјски постојало много неслагања око природе фазе метакаолина, опсежна истраживања су довела до општег консензуса да метакаолин није једноставна мешавина аморфног силицијум диоксида (SiO
2) и алумине (Al
2O
3), већ сложена аморфна структура која задржава неки даљи поредак (мада не стриктно кристалан) због слагања својих хексагоналних слојева.
{\displaystyle {\ce {Al2Si2O5(OH)4 -> Al2Si2O7 + 2 H2O}}}

## Појава
Каолинит је један од најчешћих минерала; копа се, као каолин, у Малезији, Пакистану, Вијетнаму, Бразилу, Бугарској, Бангладешу, Француској, Уједињеном Краљевству, Ирану, Немачкој, Индији, Аустралији, Јужној Кореји, Народној Републици Кини, Чешкој, Шпанији, Јужној Африка, Танзанији и Сједињеним Државама.
Плаштови од каолинитног сапролита су уобичајени у западној и северној Европи. Старост ових слојева се креће од мезозоика до раног кенозоика.
Каолинитна глина се налази у изобиљу у земљиштима која су настала хемијским трошењем стена у врућој, влажној клими - на пример у областима тропских кишних шума. Упоређујући земљиште дуж градијента према прогресивно хладнијим или сушнијим климама, удео каолинита се смањује, док се удео других минерала глине као што су илит (у хладнијим климама) или смектит (у сушнијим климама) повећава. Такве климатски повезане разлике у садржају минерала глине често се користе да би се извели закључци о променама климе у геолошкој прошлости, где су древна тла била закопана и очувана.
У систему класификације Националног института за агрономске студије у Белгијском Конгу (фр. Institut National pour l'Étude Agronomique au Congo Belge, INEAC), земљишта у којима је фракција глине претежно каолинит називају се каолисол (од каолин и земља).
У САД, главна налазишта каолина налазе се у централној Џорџији, на делу линије пада Атлантске обале између Огасте и Мејкона. Ова област од тринаест округа назива се појасом „белог злата“; Сандерсвил је познат као „Каолинска престоница света“ због обиља каолина. У касним 1800-им, активна индустрија површинског копања каолина постојала је у крајњем југоисточном углу Пенсилваније, у близини градова Ланденберг и Каолин, и у данашњем резервату Вајт Клеј Крик. Производ је довожен железницом у Њуарк, Делавер, на линији Њуарк-Померој, дуж које се и данас могу видети многи отворени рудници глине. Наслаге су настале између касне креде и раног палеогена, пре око 100 до 45 милиона година, у седиментима који потичу од истрошених магматских и метакаолинских стена. Производња каолина у САД током 2011. године износила је 5,5 милиона тона.
Током палеоцен-еоценског термалног максимума седименти депоновани у области Есплугафреда у Шпанији обогаћени су каолинитом из детритног извора услед денудације.